# Casa Ferrando
Casa Ferrando è uno storico edificio della città piemontese di Ivrea in Italia.

## Storia
Il palazzotto venne eretto nel 1925 dall'ingegner Amedeo Ferrando, all'epoca personalità molto nota in città ricoprendo egli la carica di ispettore onorario ai monumenti.

## Descrizione
L'edificio occupa un lotto d'angolo all'incrocio tra il corso Massimo d'Azeglio e via dei Cappuccini ed è dirimpettaio alla chiesa di San Lorenzo Martire. Presenta uno stile prettamente neogotico. Si compone di un corpo di fabbrica principale, alto due piani, sul quale si innesta, sulla facciata su via dei Cappuccini, un corpo aggettante coronato da una torretta che dà accesso al tetto terrazzato.
Di particolare interesse sono le finestre e le porte del palazzo, variamente conformate. Tra di queste, le sette finestre del corpo aggettante, presentanti archi compositi a loro volta sormontati da archi a sesto acuto sorretti da colonnine a tortiglione con capitelli finemente decorati. L'uso dell'arco a sesto acuto ritorna inoltre in altre bifore e porte. L'elemento aggettante è decorato da formelle dai colori vivaci. Altre decorazioni murali ornano la torretta e la cornice della porta che conduce al tetto terrazzato.
Tra la seconda e la terza porta del piano terra della facciata su via dei Cappuccini trova spazio una piccola nicchia con un quadretto votivo in terracotta. Questo raffigura una Madonna col Bambino, entrambi incoronati. Sullo sfondo del quadretto, di tipo rinascimentale, sono drappeggi, elementi architettonici e vegetali. Un'iscrizione di carattere invocatorio sotto il quadretto riporta anche il nome di Matteo Filipello, vescovo d'Ivrea all'epoca della costruzione del palazzo.

## Galleria d'immagini

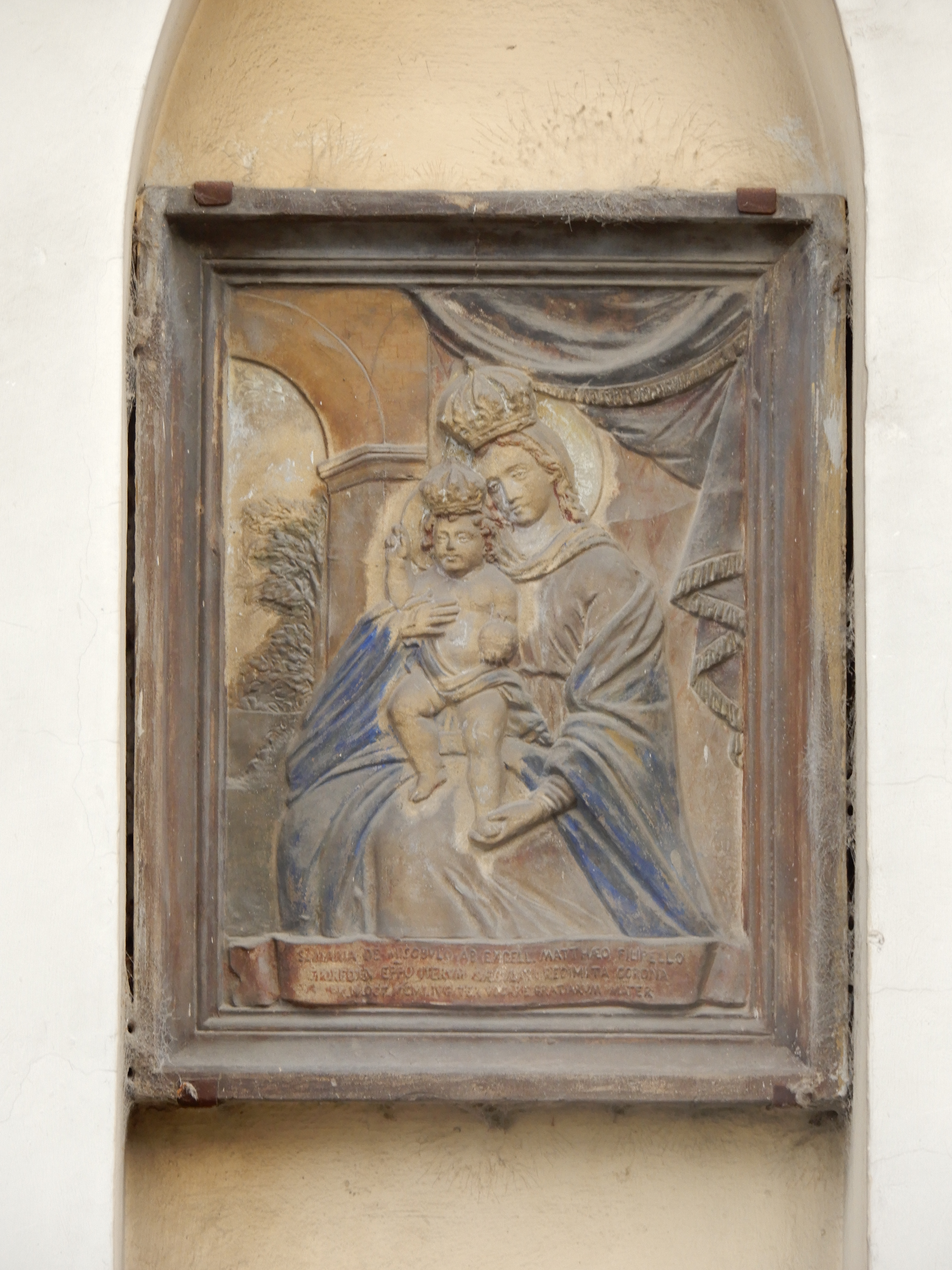
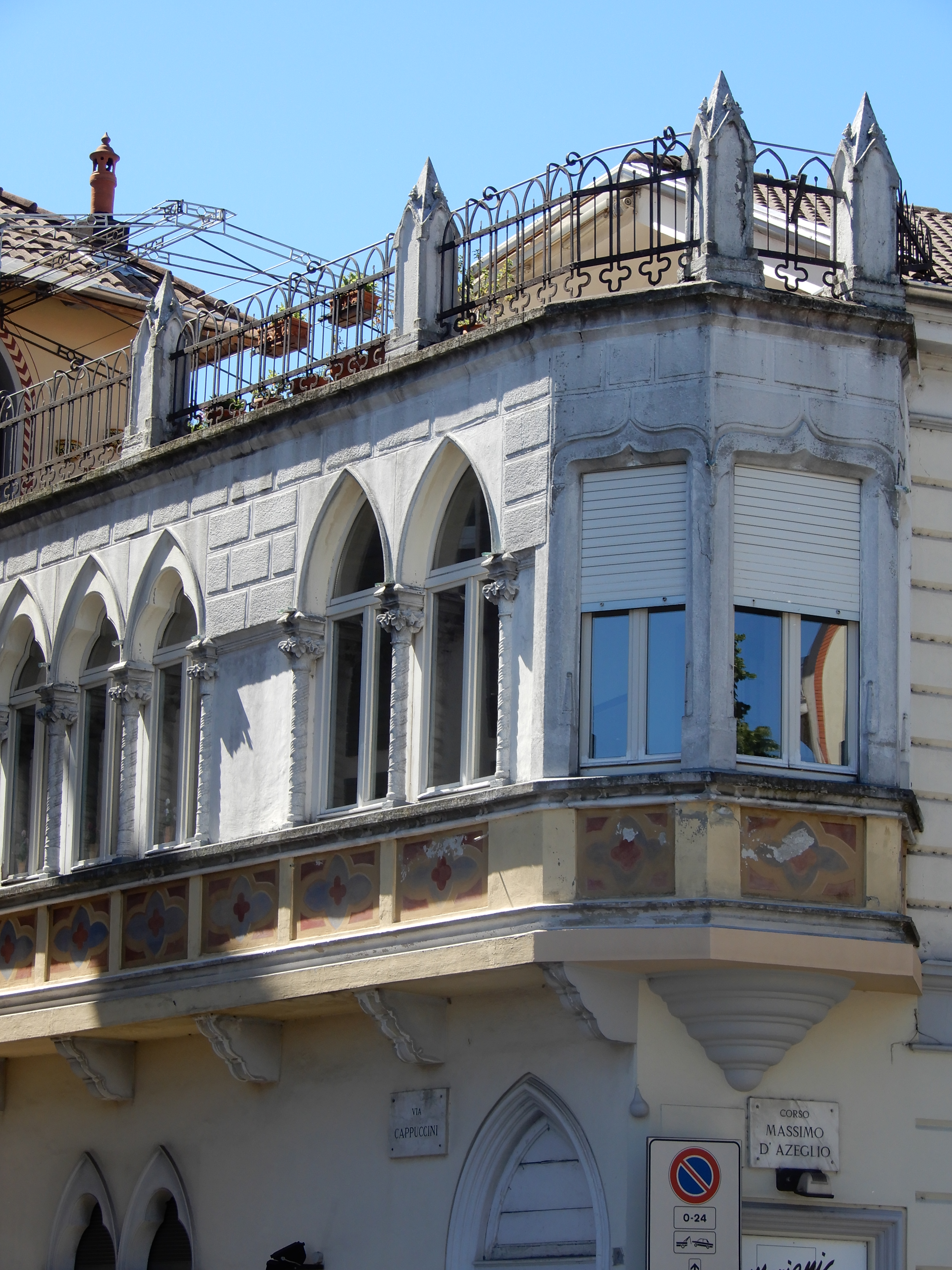
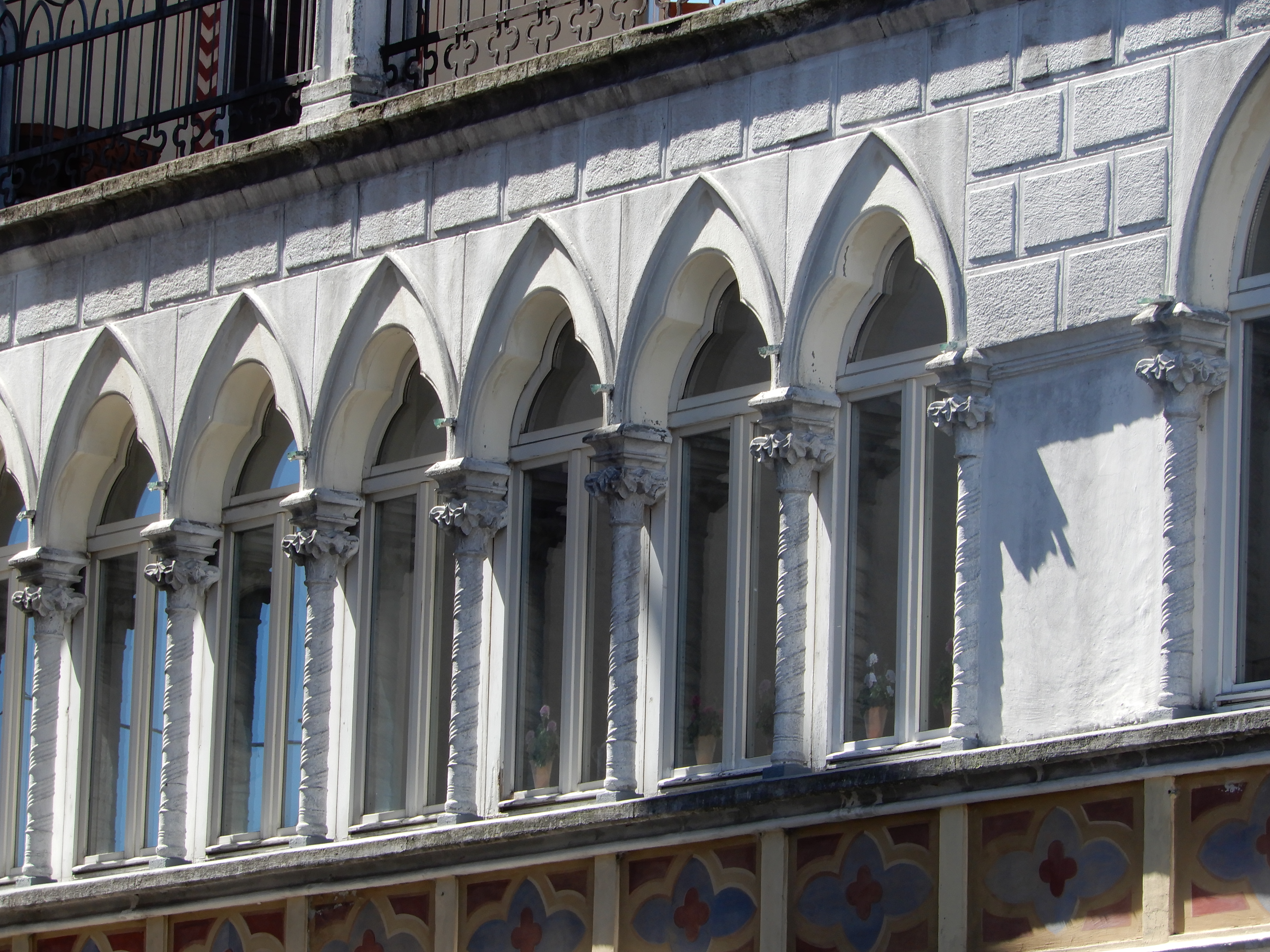